# سوشانت سینگ راجپوت
سوشانت سینگ راجپوت (به انگلیسی: Sushant Singh Rajput)؛ (زادهٔ ۲۱ ژانویهٔ ۱۹۸۶ – درگذشتهٔ ۱۴ ژوئن ۲۰۲۰) (قد ۱۸۳ سانتی‌متر) بازیگر سینما و تلویزیون هند بود. او کار خود را با بازی در سریال‌های تلویزیونی از جمله سریال روابط مقدس و شرکت در دو نمایش رقص (۲۰۰۹ تا ۲۰۱۱) آغاز کرد. سپس به عنوان یکی از سه شخصیت اصلی فیلم کای پو چی! وارد سینما شد. بازی او در این فیلم اجتماعی مفهومی باعث تحسین منتقدان شد.
جنازه او صبح روز ۱۴ ژوئن ۲۰۲۰ در خانه‌اش پیدا شد در حالی که به خودش را به طناب دار آویخته بود.

## زندگی‌نامه
سوشانت سینگ راجپوت در شهر پتنه در ایالت بیهار (هند) زاده شد. روستای اجدادی او در منطقهٔ پورنیا است.
یکی از خواهرهای او، میتو سینگ، یک بازیکن کریکت حرفه‌ای است. مرگ مادرشان در سال ۲۰۰۲ سوشانت را به شدت ویران کرد و همان سال آن‌ها از پتنه به دهلی کوچ کردند. او رتبهٔ هفتم در آزمون ورودی دانشگاه‌های هند را آورد و در دانشگاه فنی دهلی مشغول به تحصیل در رشتهٔ مهندسی مکانیک شد. همچنین او برندهٔ المپیاد ملی فیزیک هند بود. با این‌حال او تنها سه سال از چهار سال دورهٔ کالج را گذراند و بعد به دنبال حرفه‌ای که به شدت مورد علاقه‌اش بود، یعنی رقص و بازیگری رفت. به گفتهٔ خودش، شاهرخ خان در شکل‌گیری این تصمیم به شدت تأثیرگذار بوده‌است.
راجپوت در مدت ۹ سال توانست شهرت روزافزونی به دست آورد و در فیلم‌های موفقی بازی کند. راجپوت در سال ۲۰۱۶ بازی در فیلم دونی: داستان ناگفته را پذیرفت که یک فیلم در ژانر ورزشی و زندگینامهٔ قهرمان کریکت هندوستان، ماهیندرا دونی بود.

## درگذشت
سوشانت سینگ صبح روز یک‌شنبه ۱۴ ژوئن ۲۰۲۰ در خانهٔ خود در بمبئی دست به خودکشی زد و خود را حلق‌آویز نمود. گزارش‌های اولیه پلیس می‌گوید که وی شش ماه گذشته از افسردگی رنج می‌برده و تحت درمان روان‌پزشکی بوده‌است.
گزارش نهایی مرگ سوشانت سینگ، روز چهارشنبه ۲۴ ژوئن ۲۰۲۰، به پلیس تحویل داده شد. این گزارش توسط تیمی متشکل از ۵ پزشک امضا شده‌است. ایندیا تودی طی گزارشی اعلام کرد، دلیل مرگ آسفیکسی در اثر خفگی ناشی از به دار آویختگی بوده و هیچ قتلی رخ نداده‌است. در گزارش اولیهٔ پس از مرگ، نخست ۳ پزشک خودکشی سوشانت را تأیید و سپس در گزارش نهایی ۵ پزشک، نظر را امضا و تأیید کردند. نظر پزشکان با صراحت تأیید می‌کرد که سوشانت به قتل نرسیده، هیچ نشانه‌ای از درگیری یا جراحات سطحی روی بدن سوشانت مشاهده نشده، زیر ناخن‌ها تمیز بوده و این پرونده صرفاً خودکشی تلقی می‌شود. پلیس بمبئی در روند بازپرسی از ۲۳ نفر از جمله خانواده و دوستان و همکاران نزدیک سوشانت تحقیق به عمل آورد. پلیس اعلام کرد که دوربین‌های مداربسته روشن بوده و کار می‌کردند. همچنین پلیس برای اطمینان از عدم مسمومیت، احشاء بدن را نگه داشته و برای تسریع در روند آزمایش‌ها به ادارهٔ پزشکی قانونی هند نامه نوشته‌ است.
از طرف دیگر پلیس بمبئی قصد دارد برای اطلاع از «توییت‌های مفقود شدهٔ» این بازیگر که گفته می‌شود چند روز قبل از مرگش حذف شده‌است، به توییتر هند نامه بنویسد. گزارش‌هایی وجود دارد مبنی بر این‌که این بازیگر چند روز قبل از مرگش برخی از توییت‌های خود را حذف کرده‌است. آخرین توییتی که قابل مشاهده است مربوط به تاریخ ۲۷ دسامبر ۲۰۱۹ است.

### واکنش‌ها
پس از درگذشت سوشانت، جان سینا کشتی‌گیر و بازیگر آمریکایی، عکسی از او را در صفحهٔ اینستاگرام خود قرارداد.

## فیلم‌شناسی
- کای پو چی! (۲۰۱۳)
- یک عاشقانه تصادفی (۲۰۱۳)
- پی‌کی (۲۰۱۴)
- کارآگاه بایومکش باکشی (۲۰۱۵)
- دونی: داستان ناگفته (۲۰۱۶)
- رابطه (۲۰۱۷)
- به نیویورک خوش آمدید (۲۰۱۸)
- کدارنات (۲۰۱۸)
- گستاخ (۲۰۱۹)
- رانندگی (۲۰۱۹)
- پرنده طلایی (۲۰۱۹)
- دل بیچاره (۲۰۲۰) اخرین اثر